# Anthony J. Hilder
Pour les articles homonymes, voir Hilders.
Anthony J. Hilder (30 novembre 1934- 26 avril 2019) est un auteur, cinéaste, animateur de talk-show, diffuseur, correspondant de presse et ancien acteur américain. De la fin des années 1950 au milieu des années 1960, il est également producteur de disques, produisant principalement de la musique dans le genre surf. Il dirige quelques maisons de disques et travaille pour plusieurs autres. Il est aussi éditeur.

## Biographie
Il est né le 30 novembre 1934 de Jack et Patricia Hilder. Il fait ses études à l'école préparatoire à Ojai, en Californie, et plus tard à University High à West Los Angeles. Il se spécialise dans le cinéma et les communications à l'USC.
À la fin des années 1950, il est connu sous le nom de Tony Hilder et effectue des travaux A&R pour Modern Records Au début des années 1960, Hilder est devenu un producteur prolifique de Surf Music. Selon Qui a mis le Le magazine Bomp, le nom de Hilder en tant qu'éditeur, producteur, etc., apparaît sur de nombreux disques, à la fois 45 tours et albums En tant que producteur, il a produit des disques tels que Surfin' Wild de Jim Waller,. Il est crédité en tant que producteur sur l'album de divers artistes Surf Battle. Il produit l'album Bombora de The Original Surfaris,. Il supervise les enregistrements de The Revels (en), un groupe californien connu pour le tube instrumental Church Key. Il est également le président de Impact Records un label qui a sorti des enregistrements de The Revels, Lil' Ray and The Premiers et Dave Myers and The Surftones (en). Il joue un rôle dans la musique du film de 1961, Les Exilés,.

## Dans la culture populaire
- Il est cité dans le morceau Illuminazi 666 de Rockin' Squat.